# Дівчинка-кулемет
«Дівчинка-кулемет» (яп. 片腕マシンガール, катауде масін ґа:ру, «дівчинка з рукою-кулеметом»; англ. The Machine Girl) — японський малобюджетний фільм з великою кількістю дешевих спецефектів та використанням бутафорської крові.

## Сюжет
У молодшого брата звичайної школярки Амі вимагають гроші. Лідер вимагачів — син голови якудзи. У розмові Амі з братом згадується про те, що їх батьки наклали на себе руки, коли були звинувачені у вбивстві. Коли брат не приніс гроші вимагачам (у перший раз принесені їм гроші вимагачі спалили), його та його друга вбивають. Амі відчувала це та поспішила брату на допомогу, однак на шляху її намагаються зґвалтувати хулігани. Дівчині вдається дати ґвалтівникам відсіч, проте через це Амі не встигає врятувати брата, його з другом, хулігани скидають з верхніх поверхів місця для паркування і ті розбиваються на смерть. Знайшовши у щоденнику брата, який нагадує «Записник смерті», записи, вона дізнається імена його кривдників та йде додому до одного з них — другу сина голови якудзи, намагаючись добитися справедливості мирним шляхом. Однак батько одного з кривдників спочатку в усьому звинувачує її, але потім каже, що якудза вже давно підкупила поліцію, і разом зі своєю дружиною намагаються її вбити, але Амі вдається втекти, після чого вона розуміє, що мирним шляхом домогтися нічого не вийде. Вона повертається в цей будинок, де спочатку вбиває їх сина, а потім і мати. Поки батько кривдника приймає ванну, вона приходить до нього і зі словами "Умийся кров'ю свого сина!" тримаючи в руках обезголовлене тіло кривдника буквально поливає його кров'ю. Після чого вона направляється в будинок клану якудзи, щоб помститися головному винуватцю смерті її брата, сина глави клану якудзи Шо Кімура, проте в ході битви, вона потрапляє в полон, де її мучать, відрубують пальці на руці, а потім і саму руку. Амі збігає і потрапляє в будинок, де живе сім'я друга її брата, який так само загинув від хуліганів на тій парковці. Інженер створює для Амі замість руки кулемет і вони всі разом відображають атаку якудзи, під час якої вбивають інженера. Одна людина потрапляє в полон до дівчат, які забивають йому тринадцять цвяхів в голову. Потім дівчата вирушають мстити. Бос нацьковує на них кращих самураїв, але дівчатам все дарма. Одному Амі бензопилкою відрізає верхню частину тулуба, іншого обезголовлює, а третього «ділить» навпіл бензопилкою. Потім Амі розбирається з сином боса і дружиною боса. Вона на льоту мечем відрубує їм верхні частини голови, ті летять в повітрі і падають таким чином, що у сина виявляється голова своєї матері, а у його матері - голова свого сина.

## У ролях
- Ясіро Мінасе – Хюґа Амі
- Суґіура Асамі – Суґіхара Мікі
- Кідзіма Норіко – Йосіе
- Хонока – Вайолет Кімура
- Ісікава Юя – Суґіхара Суґуру
- Сімадзу Кентаро – Кімура Рюґі
- Кавамура Рьосуке – Хюґа Ю
- Нісіхара Нобухіро – Кімура Сьо
- Сува Таро – бандит з банди Кімури

## Сприйняття
Фільм отримав преважно позитивни видгуки. На сайті Rotten Tomatoes він має 63% свіжий помідор.
На честь фільму був названий американський проєкт електронної музики Machine Girl. 